# Jungenholz
Jungenholz ist eine Hofschaft  im Norden der bergischen Großstadt Wuppertal.

## Lage und Beschreibung

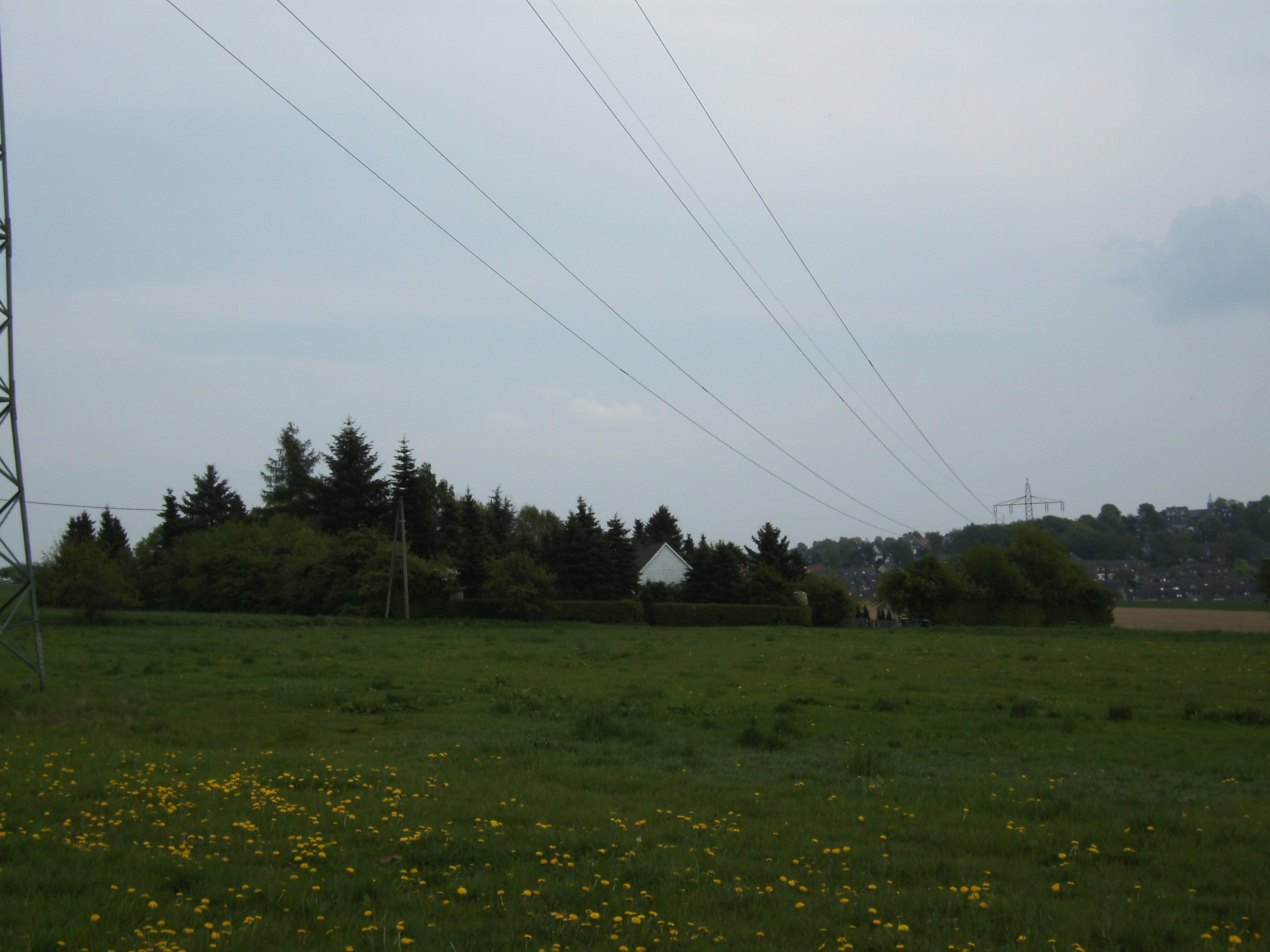
Jungenholz von Osten

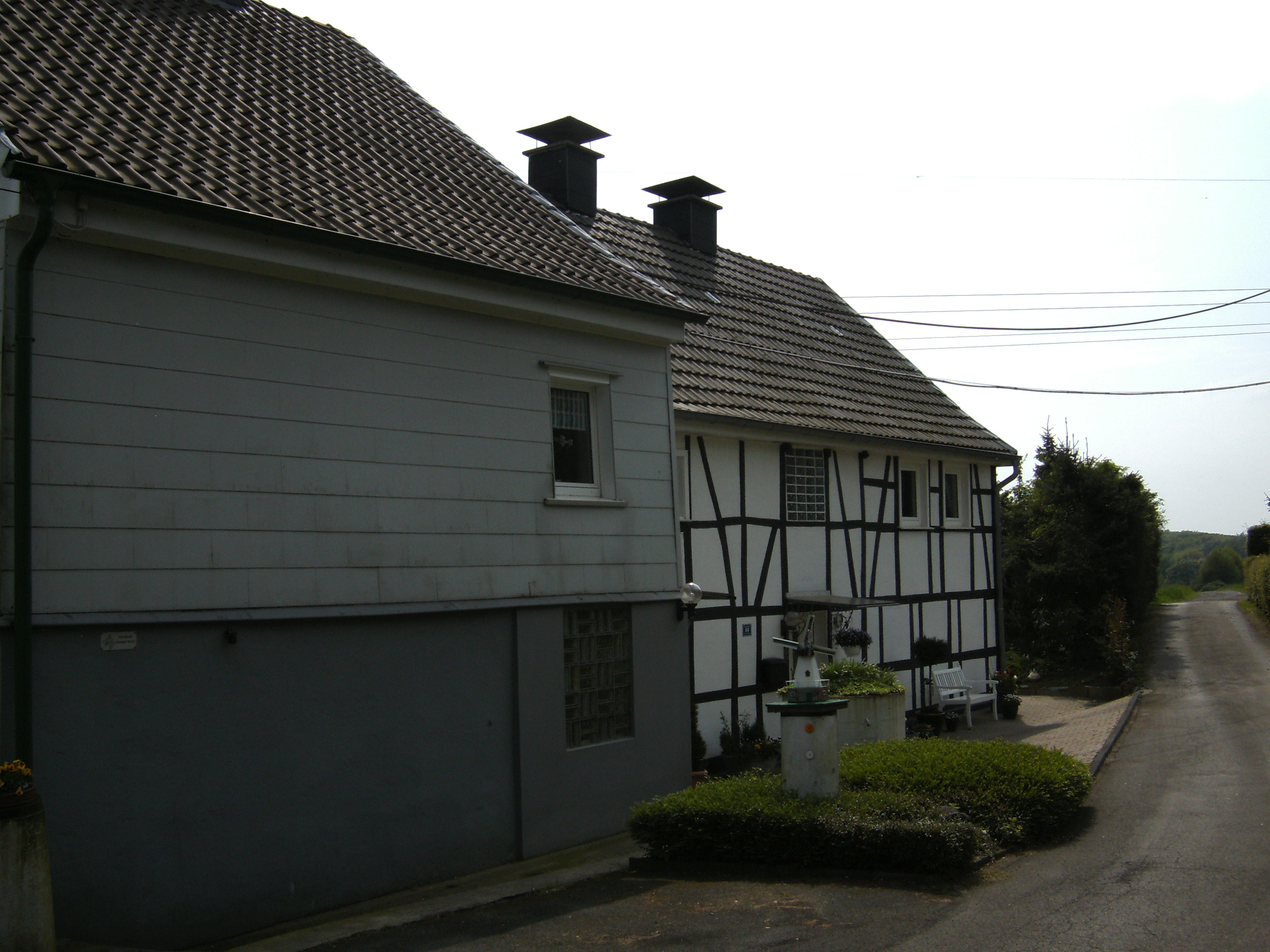
Ansicht in Jungenholz

Die Hofschaft liegt im Norden des Wohnquartiers Dönberg im Stadtbezirk Uellendahl-Katernberg auf einer Höhe von 286 m ü. NHN am Stürmannsweg nahe der Stadtgrenze zu Velbert.
Benachbarte Orte sind neben Dönberg die Wohnplätze und Hofschaften Neue Wiese, Busch, Pottstemmer, Am Strauch, Danz, Danzberg, Winterberg, Ibach, Schmiede, Weißenibach, Stürmann, Grades, Engelshaus, Schell, Bruch, Dümpel, Brunnenhäuschen, Grüntal, Langenkamp, Jommerhönschen, Junkernbruch und Schimmelshaus.

## Geschichte
Im 19. Jahrhundert gehörte Jungenholz zu den Außenortschaften der Kirchengemeinde Dönberg in der Stadt Hardenberg-Neviges, die 1935 in Neviges umbenannt wurde. Damit gehörte es von 1816 bis 1861 zum Kreis Elberfeld und ab 1861 zum alten Kreis Mettmann. Mit der Kommunalreform von 1929 wurde der südliche Teil von Dönberg abgespalten und mit weiteren, außerhalb von Dönberg liegenden Nevigeser Ortschaften in die neu gegründete Stadt Wuppertal eingemeindet, der Rest Dönbergs mit Jungenholz verblieb zunächst bei Neviges. Durch die nordrhein-westfälische Gebietsreform kam Neviges mit Beginn des Jahres 1975 zur Stadt Velbert und das erneut geteilte Dönberg wurde bis auf die nördlichen Außenortschaften, die bei Velbert verblieben, ebenfalls Wuppertal eingemeindet.